# Hans Kliment sr.
Hans Kliment sr. (Dralovice (Bohemen), 15 november 1877 – Wenen, 8 maart 1951) was een Oostenrijkse componist, dirigent, arrangeur en muziekuitgever.

## Levensloop
Kliment sr. vertrok al vroeg naar Wenen en was aanvankelijk ambtenaar bij de Oostenrijkse PTT. Zijn grote liefde was de muziek en hij leerde autodidactisch de viool te bespelen. Hij werd dirigent van onder anderen het jeugdharmonieorkest van het stedelijk jeugdcentrum in Döbling, het 19e district van de Oostenrijkse hoofdstad. De muzikanten waren allen tussen acht en veertien jaar jong en Kliment sr. leidde hen in alle instrumenten op. In 1928 richtte hij in Wenen een eigen muziekuitgeverij op, die nog steeds bestaat. Ook als arrangeur en componist leidde hij zich autodidactisch op. 
Naast zijn werkzaamheden als dirigent en bedrijfseigenaar arrangeerde en componeerde hij werken voor blaasorkest, kamermuziek en pedagogische werken. Zowel Hans Kliment sr. als Hans Kliment jr. waren als componisten en arrangeurs bezig, maar jammer genoeg werd door de (eigen) muziekuitgeverij niet gedocumenteerd, welke persoon nu welk werk geschreven heeft en daarom worden als volgt alle werken van beide componisten op één rij gezet, met uitzondering van werken, die na de datum van overlijden van Hans Kliment sr. werden gepubliceerd.

## Composities

### Werken voor harmonieorkest
- 1926: - Divertissement aus Jacques Offenbachs "Hoffmanns Erzählungen"
- 1931: - Alleweil lusti, fesch und munter
- 1931: - Melodienkranz aus Suppés Werken
- 1932: - Festklänge
- 1932: - Straussklänge
- 1932: - Verdianer Potpourri
- 1935: - Unter Österreichs Fahnen, grote marsenselectie over de bekendste Oostenrijkse militaire marsen
- 1936: - Wiener Operettenklassiker
- 1938: - Sehnsuchtsträume, wals
- 1943: - Feuriges Blut, Spaanse dans
- 1943: - Kreuzfidel, humoristische polka voor 2 klarinetten en harmonieorkest
- 1947: - Im Volkston
- 1947: - Schön ist die Jugend
- 1947: - Weinlaune
- 1949: - Aus Zellers Operetten
- 1949: - Wachauer Märchen
- 1950: - Strauß und Lanner
- - Wo die Donau rauscht

### Pedagogische werken
- 1946: - Beginnersmethode voor Bes-tuba (Anfänger-Schule für B-Baß)
- 1946: - Beginnersmethode voor slagwerk
- 1947: - F-Es-tuba methode (bastrombone in F)
- 1947: - Beginnersmethode voor eufonium (bariton of ventieltrombone (Anfängerschule für Eufonium (Bariton) oder Ventilposaune)
- 1947: - Beginnersmethode voor hoorn (Anfänger-Schule für Waldhorn)
- 1950: - Bes-tuba methode voor gevorderden (B-Baß Schule fur Fortgeschrittene)

### Bewerkingen
| Componist                   | Titel                                          | Instrumentatie      |
| --------------------------- | ---------------------------------------------- | ------------------- |
| Ludwig van Beethoven        | Treurmars                                      | voor harmonieorkest |
| Frédéric Chopin             | Treurmars                                      | voor harmonieorkest |
| Viktor M. Kostelecký        | Subaltern Marsch                               | voor harmonieorkest |
| Johann Gottfried Piefke     | Der Königgrätzer                               | voor harmonieorkest |
| Johann Strauss jr.          | Geschichten aus dem Wienerwald, wals, op. 325  | voor harmonieorkest |
| Johann Strauss jr.          | Künstlerleben, wals                            | voor harmonieorkest |
| Johann Strauss jr.          | Rosen aus dem Süden, wals, op. 388             | voor harmonieorkest |
| Johann Strauss jr.          | Kaiser-Walzer, op. 437                         | voor harmonieorkest |
| Johann Strauss jr.          | Wein, Weib und Gesang, wals, op. 333           | voor harmonieorkest |
| Josef Strouhal Erwin Trojan | Altbayrischer Ländler                          | voor harmonieorkest |
| Franz von Suppé             | Ouverture tot de operette "Leichte Kavallerie" | voor harmonieorkest |